# Lopholaimus antarcticus
Lopholaimus antarcticus là một loài chim trong họ Columbidae.